# Калоусек, Йосеф
Йосеф Калоусек (чеш. Josef Kalousek; 2 апреля 1838 — 22 ноября 1915) — чешский историк и правовед.
Профессор чешского университета в Праге. Важнейшие его работы: «České stàtui pràvo», «Obrana Čniížete Václava Svatèho proti smyšlénkàm a Křivým ùsudkůmo jeho povaze» «Karel IV otec vlasti», «O historii Kalicha v dobàch předhusitských» (1881), «Dĕje Kral, České společnosti nàuk» (на чешском и немецком языках, 1885). С 1874 по 1877 он вёл «Pamàtky archeologické a mistopisné»; в 1886 выступил горячим защитником подлинности «Краледворской рукописи» в «Osvet»'e. Ему принадлежит последнее издание «Истории» Палацкого, с лучшей биографией автора и с многочисленными примечаниями и указателями, а также дополненное издание «Исторической карты Чехии XIV столетия» (1874) и исторической карты, с объяснениями, для пятого издания «Истории королевства Чешского» Вацлава Томека (1885).